# Zvezdà (Krasnodar)
Zvezdà - Звезда (rus) és un possiólok del krai de Krasnodar, a Rússia. És a les terres baixes de Kuban-Azov, a 13 km al sud-est de Leningràdskaia i a 130 km al nord de Krasnodar, la capital. Pertany al possiólok de Pervomaiski.